# Chasmichthys dolichognathus
Chasmichthys dolichognathus és una espècie de peix de la família dels gòbids i de l'ordre dels perciformes.

## Morfologia
- Els mascles poden assolir 16 cm de longitud total.
- Nombre de vèrtebres: 32-33.[5][6]

## Hàbitat
És un peix d'aigua dolça, de clima temperat i demersal.

## Distribució geogràfica
Es troba a Àsia: el Japó i Corea.

## Observacions
És inofensiu per als humans.